# Chactas gansi
Espèce
Chactas gansi est une espèce de scorpions de la famille des Chactidae.

## Distribution
Cette espèce est endémique de l'État de Miranda au Venezuela. Elle se rencontre vers Zamora dans la cordillère de la Costa.

## Étymologie
Cette espèce est nommée en l'honneur de Carl Gans.

## Publication originale
- González-Sponga, 1974 : Chactas gansi (Scorpionida: Chactidae) nueva especie del ramal litoral del sistema montañoso de la costa en Venezuela. Boletín de la Sociedad Venezolana de Ciencias Naturales, vol. 31, no 128/129, p. 69-78.